# Маховики
Маховики (укр. Маховики) — село в Корюковском районе Черниговской области Украины. Население 51 человек. Занимает площадь 0,296 км².
Код КОАТУУ: 7422482002. Почтовый индекс: 15341. Телефонный код: +380 4657.

## Власть
Орган местного самоуправления — Будянский сельский совет. Почтовый адрес: 15341, Черниговская обл., Корюковский р-н, с. Буда, ул. Войкова, 7.